# Mezinárodní jednotka

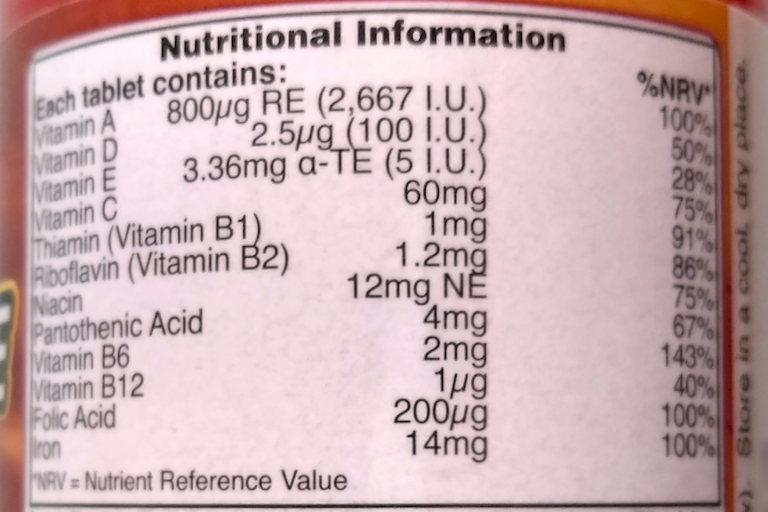
Informační nálepka (nutriční informace) na lahvičce s multivitamíny, na které jsou použity různé mezinárodní jednotky.

Mezinárodní jednotka (MJ) je měrná jednotka pro množství účinné látky, založená nikoli na hmotnosti, nýbrž na naměřeném biologickém působení nebo účinku. Užívá se ve farmakologii a v lékařství pro vitamíny, hormony, léky, vakcíny, krevní produkty a podobné biologické látky.
Mezinárodní jednotka znamená pro každou látku jiné váhové množství, 1 MJ vitaminu A neváží stejně jako 1 MJ insulinu. MJ pro různé látky definuje Výbor pro biologickou normalizaci Světové zdravotnické organizace (WHO).
Kromě české zkratky "MJ" se běžně užívá i zkratka IU z anglického International Unit, v němčině zkratka IE z Internationale Einheit a ve francouzštině UI z Unité internationale. Ačkoli se mezinárodně užívá, není součástí normovaných fyzikálních jednotek Soustavy SI.

## Hmotnost jedné MJ pro vybrané látky
- inzulin: 1 MJ má stejný účinek jako 45,5 μg čistého krystalického inzulinu (1/22 mg přesně).
- vitamín A: 1 MJ má stejný účinek jako 0,3 μg retinolu nebo 0,6 μg beta-karotenu.
- vitamín C: 1 MJ má stejný účinek jako 50 μg kyseliny L-askorbové.
- vitamín D: 1 MJ má stejný účinek jako 0,025 μg cholekalciferol/ergokalciferolu.
- vitamín E: 1 MJ má stejný účinek jako 2/3 mg (0,667) d-alfa-tokoferolu nebo 0,45 mg dl-alfa-tokoferolu.